# Sockerpalm
Sockerpalm eller gomutipalm (Arenga pinnata) är en enhjärtbladig växtart som först beskrevs av Friedrich von Wurmb, och fick sitt nu gällande namn av Elmer Drew Merrill. Sockerpalmen ingår i släktet Arenga (sockerpalmer) och familjen palmer. Inga underarter finns listade i Catalogue of Life.
Trädet blir upp till 20 meter högt och har upp till 12 meter långa samt upp till 3 meter breda fjäderlika blad. Artens frukter är ungefär lika stora som plommon och innehåller en till tre frön. Efter fruktens utveckling dör palmen vad som kan ta en längre tid. Palmens stam kan ha en diameter av 0,5 meter och den är vanligen täckt av bruna rester från gamla blad. Bladen är på ovansidan mörkgrön och på undersidan täckta av ett vaxliknande vitt skikt. De mogna frukterna har en gul till gulbrun färg.
Sockerpalmen förekommer i Sydostasien från den indiska regionen Assam till centrala Malaysia. I naturen hittas arten i regnskogar, vanligen på skuggiga platser med fuktig jord, men den klarar även soliga ställen. Odlade exemplar förekommer upp till 1200 meter över havet. Enskilda exemplar återhämtade sig efter -4 °C men de flesta dör vid temperaturer lägre än 0 °C. De violetta blommorna pollineras av insekter. Frukten äts ofta av flyghundar och av olika viverrider.
Sockerpalmen lever 6 till 12 år fram till den första blomningen. De första frukterna är mogna efter två år och sedan avtar palmens utveckling. Några exemplar levde 15 år efter den första blomningen.
För produktionen av palmsocker skiljs de manliga blomställningar från palmen och saven samlas. Från stora träd kan upp till 1800 liter vätska utvinnas. Förutom palmsocker produceras även palmvin. I mindre mått utvinns från märgen sago, men dessa gryn fås oftare från palmen Metroxylon sagu. Bast från sockerpalmen används till kvastar, mattor och rep. Dessutom äts artens palmhjärta ungefär som en grönsak.

## Bildgalleri

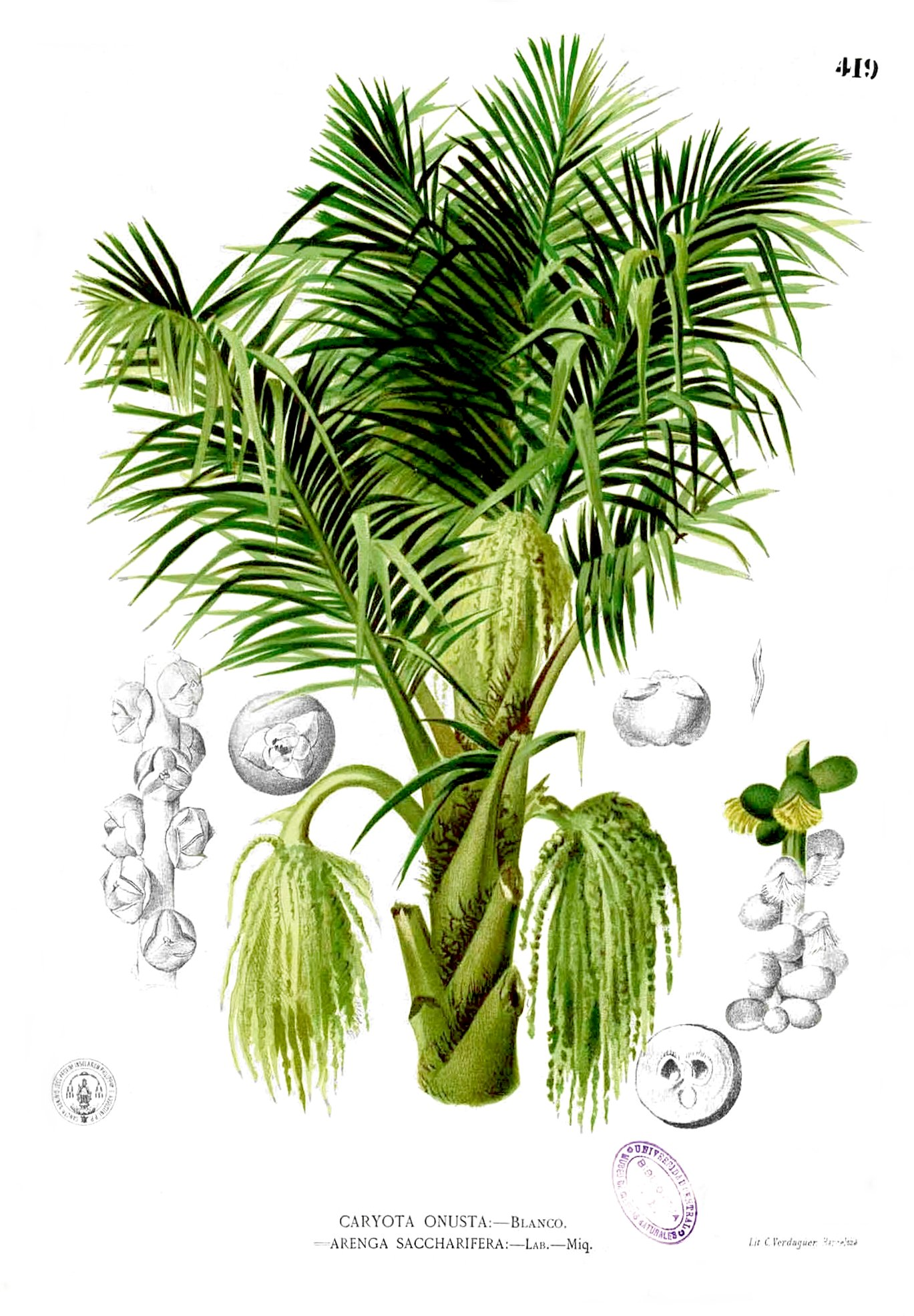
Detaljer
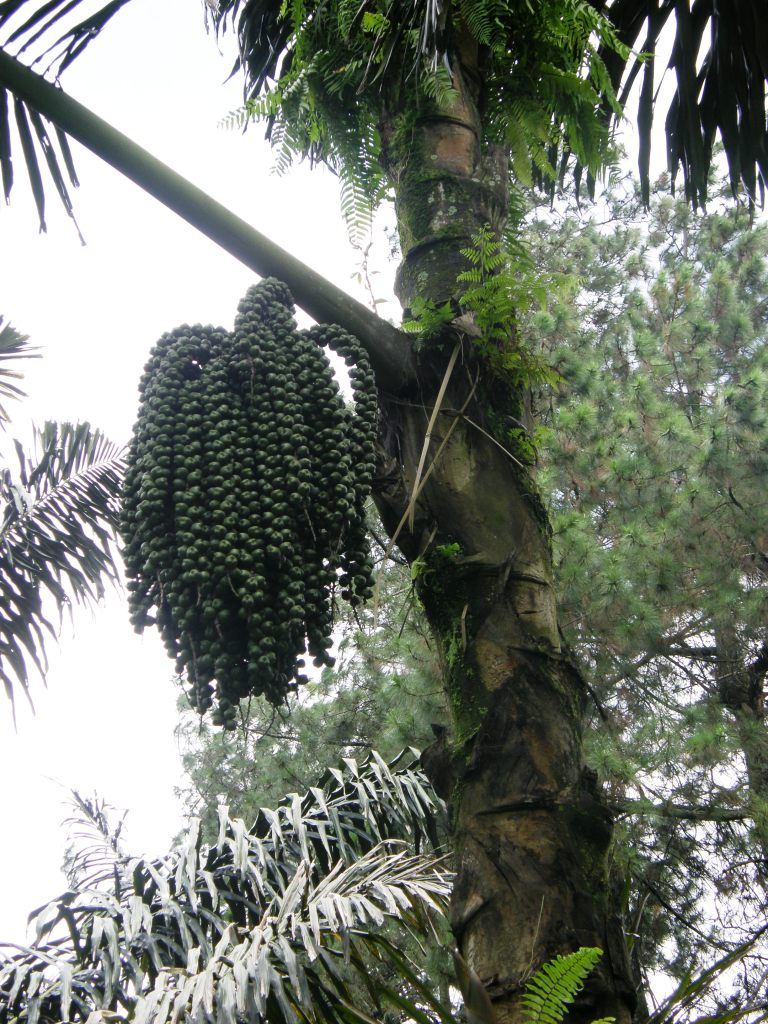
Omogna frukter
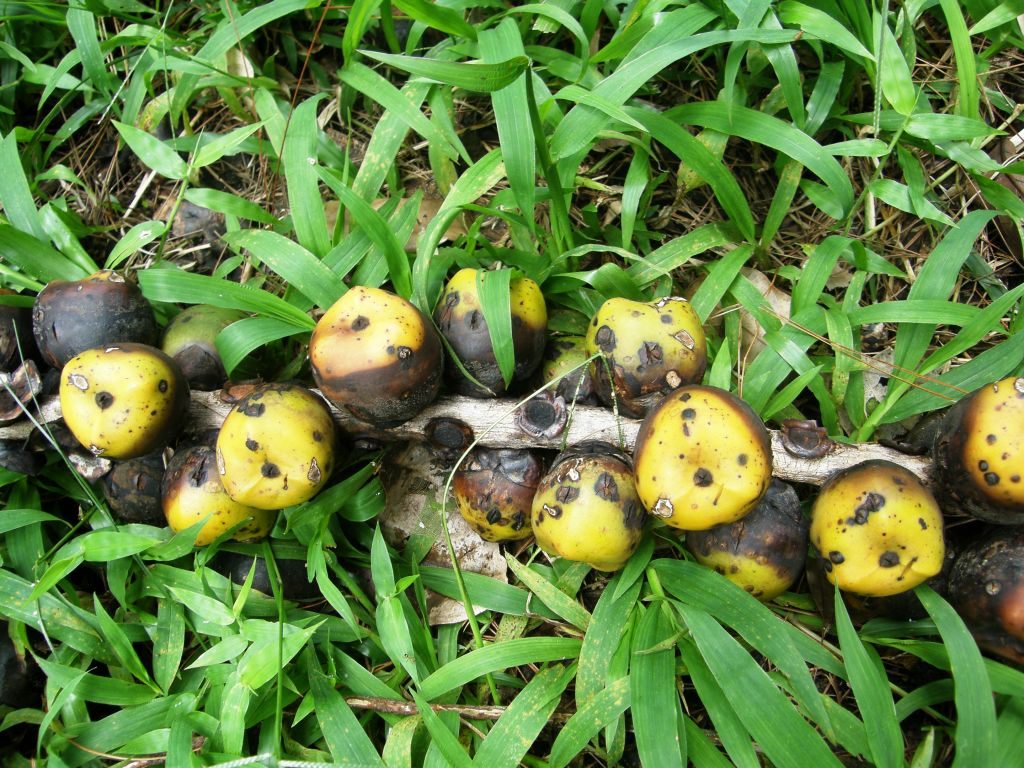
Kvist med mogna frukter
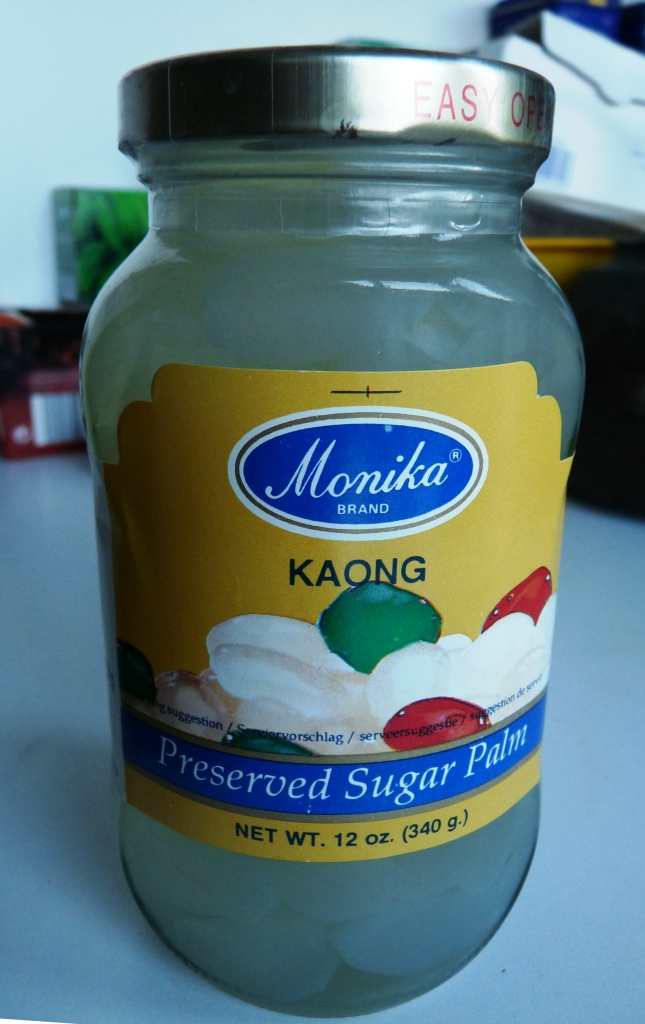
Palmhjärta i sirap